# Svein Blindheim

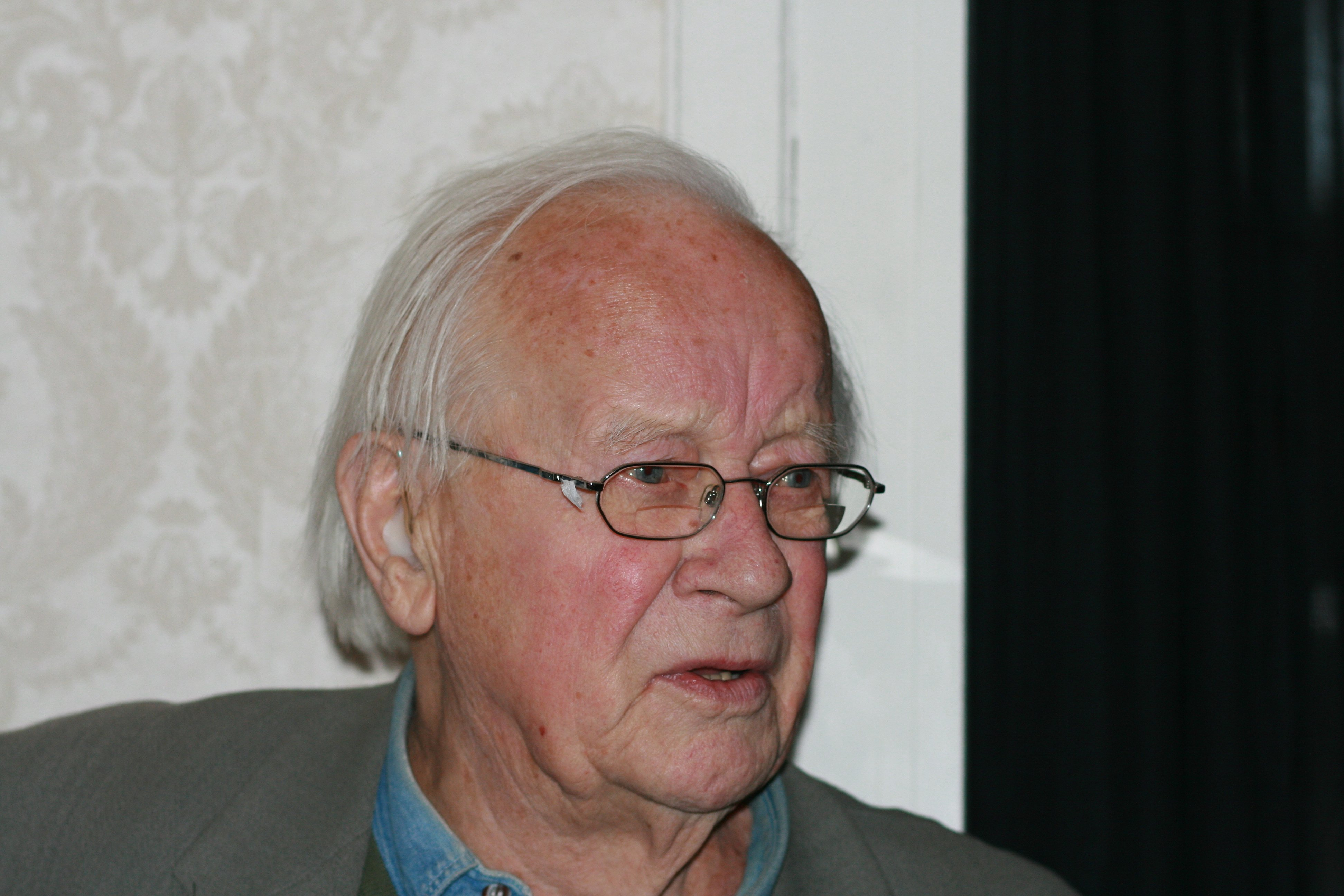
Svein Blindheim, 2007

Svein Lavik Blindheim (* 29. August 1916 in Voss; † 17. März 2013) war ein norwegischer Widerstandskämpfer, einer der am höchsten dekorierten Offiziere Norwegens und Historiker.
Blindheim nahm als Offizier der norwegischen Streitkräfte an der Schlacht gegen die deutschen Streitkräfte an der Fossumbrücke in Østfold 1940 teil. Nach der Kapitulation reiste er nach Schottland und trat dort der Kompanie Linge, einer Einheit des britischen Geheimdienstes Special Operations Executive bei. 1943 wurde er in Norwegen mit dem Fallschirm abgesetzt und organisierte 1944 Sabotageaktionen der Milorg in Oslo.
Nach Kriegsende war er als Offizier unter anderem an der Ausbildung finnischer Agenten 1953 beteiligt. 1966 wechselte er in einen zivilen Beruf als Lehrer und schloss 1974 ein Studium in Moderner Geschichte ab. 1977 berichtete er von seiner Beteiligung an finnischen Spionageaktivitäten gegen die Sowjetunion im Jahr 1953 und wurde dafür anschließend wegen des Verrats von Militärgeheimnissen zu einer Bewährungsstrafe verurteilt, obwohl entsprechende Informationen in finnischen Zeitungen bereits vorher veröffentlicht worden waren.